# 翅果藤
翅果藤（学名：Myriopteron extensum）为萝藦科翅果藤属下的一个种。